# Richard Vinen
Richard Charles Vinen (geboren 1963 in Birmingham) ist ein britischer Historiker. 

## Leben
Richard Vinens Vater war Physikprofessor. Vinen studierte am Trinity College, Cambridge. Er wurde dort 1989 promoviert und war dort bis 1992 Fellow in der Forschung. Zwischen 1988 und 1992 war er Lecturer am Queen Mary College in London. 1991 ging er an das King’s College London, an dem er 2001 Reader wurde und 2007 eine Professur erhielt. 
Vinen arbeitet zur europäischen Geschichte des 20. Jahrhunderts.
2015 erhielt er den Wolfson History Prize.
Vinen schreibt Essays und Buchbesprechungen für The Times Literary Supplement, The London Review of Books, The Independent, The Boston Globe, Financial Times, The New York Times und die US-amerikanische Wochenzeitung The Nation. Vinen schrieb Einführungen zu Neuübersetzungen von Maigret-Romanen von Georges Simenon.

## Schriften (Auswahl)
- The Politics of French Business: 1936–1945. Cambridge University Press, 1991
- Bourgeois Politics in France, 1945–1951. Cambridge: Cambridge University Press, 1995
- France 1934–1970. London :  Macmillan, 1996
- A History in Fragments, Europe in the Twentieth Century. Little Brown, 2000
- The Unfree French: Life under Occupation. London : Penguin, 2006
- Thatcher’s Britain. The politics and social upheaval of the Thatcher era. London : Simon & Schuster, 2009
- National Service: Conscription in Britain 1945–1963. Allen Lane, 2014
- The long '68 : radical protest and its enemies. London : Allen Lane, 2018
  - 1968 : der lange Protest : Biografie eines Jahrzehnts. Übersetzung Martin Bayer, Heike Schlatterer. München : Piper, 2018